# Зоопарк Бургас
Зоопарк Бургас е уникално място, което съчетава забавление, образование и близък контакт с природата. Разположен в квартал Черно море, на около 15 км от центъра на Бургас, той е дом на над 650 животни от 60 различни вида. Зоопаркът предлага достъпни цени за вход, както и специални оферти за семейства и групи. Можете да закупите билети и ваучери за посещения с включени храни за животните. Зоопаркът разполага с паркинг за посетители. Фауната, която можете да видите е рибите кои и златна рибка, костенурка сулката, щраус, ему, нанду, червено-зелен ара, синьо-жълт ара, електус, жако, голям, малък и китайски александър, розела, монах, корела, вълнист папагал, сив коронован жерав, златен фазан, калифорнийски пъдпъдък, токачка, пуйка, аям кемани, бял щъркел, къдроглав пеликан, ням лебед, черен лебед, канадска гъска, планинска гъска, белобуза гъска, свещен ибис, розов ибис, сламеногръд ибис, червен ибис, паун, декоративен заек, заек пеперуда, валаби, катерица на Превост, вариационна катерица, нутрия, африканско бодливо свинче, патагонска мара, капибара, мармозетка, златоглав лъвски тамарин, памукоглав тамарин, котешки лемур, зелена морска котка, мона, сервал, пума, каракал, черна пантера, американски енот, деветопоясен броненосец, полярен вълк, полярна лисица, платинена лисица, носато мече, сурикат, червена лисица, двугърба камила, лама, алпака, виетнамско мини прасе, холандска мини коза, сърна, магаре, пони, гривест козел, антилопа адакс, антилопа кана, антилопа гарна и зебра.
1. ↑  Желев, Иван. ,,Зоопарк Бургас //  Зоопарк Бургас.   19.08.2025.